# Ísafjörður
Ísafjörður ([ˈiːsaˌfjœrðʏr̥]) es la capital de la región de Vestfirðir, al noroeste de Islandia, con una población de más de 3.946 personas. La ciudad de Ísafjörður es la ciudad más grande en la región y la sede del municipio Ísafjarðarbær, que incluye a la cercana Hnífsdalur, Flateyri, Suðureyri, y Þingeyri.
La ciudad está conectada por carretera a Bolungarvík que se encuentra 15 km al noroeste, y la pequeña ciudad de Súðavík hacia el este. El túnel de los Vestfirðir, concluido en 1996, conecta a los pequeños pueblos de Flateyri y Suðureyri, así como la más meridional de la Vestfirðir. Ísafjörður también tiene un aeropuerto con vuelos regulares a Reikiavik.
La pesca ha sido la principal industria en Ísafjörður, y la ciudad tiene una de las mayores pesquerías en Islandia. Una gran disminución en la industria pesquera, debido a muchas razones, como restricciones políticas a la pesca a principios de los ochenta y de causas naturales, ha llevado a los habitantes a buscar trabajo en otro lugar, factor que provocó que la población disminuya. El puerto también sirve a asentamientos cercanos a los transbordadores, así como buques de cruceros más grandes para los turistas que visitan la zona.
A pesar de su tamaño, su escasa población, y el aislamiento histórico del resto del país, la ciudad tiene una atmósfera urbana. Ísafjörður tiene una escuela de música, así como un hospital. El antiguo hospital alberga un centro cultural con una biblioteca y salas de exposición. Recientemente, la pequeña ciudad se ha dado a conocer en el país como un centro de música alternativa fuera de Reikiavik.

## Historia
Según el Landnámabók (el libro del establecimiento islandés), Skutulsfjördur fue habitada por Helgi Hrólfsson en el siglo IX. En el siglo XVI la ciudad creció en tamaño debido a su establecimiento como un puesto comercial para los comerciantes extranjeros. Los juicios de brujas eran comunes en la misma época en toda la región de Vestfirðir, y muchas personas fueron desterrados a la cercana península de Hornstrandir, ahora convertida en una reserva natural. La ciudad de Ísafjörður se concedió en 1786.
El museo local contiene la más antigua casa en Islandia, construido en 1734. La mayor colección de antiguas casas de madera en Islandia esta en este sector. Las casas eran en su mayoría construidas por los comerciantes extranjeros en el siglo XVIII. Estos incluyen Tjöruhús (finalizado en 1742), Krambúð (1761), y Turnhús (1744), que ahora contiene un museo marítimo.

## Clima
Ísafjörður es la ciudad más septentrional de Islandia. Ubicada a menos de 50 kilómetros del círculo polar ártico, posee un clima oceánico subpolar, caracterizado por inviernos muy fríos y veranos frescos. La temperatura media anual de Ísafjörður es de 0.3 °C. La temperatura más baja registrada en la ciudad es de -26.2 °C el 13 de enero de 1974 y la más alta fue 18 °C el 11 de junio de 1999.

## Escuelas
La biblioteca regional fue fundada en 1889, y en 1911, la escuela musical. Desde 1970 existe en Isjafjördur dos escuelas y una escuela de arte fundada recientemente con el nombre del primer arquitecto Islandia, Rognvaldur Ólafsson.
En marzo de 2005, un centro universitario, llamado Háskólasetur Vestfjarðar, fue fundado como centro de aprendizaje a distancia para la región.
Ísafjörður es la sede del Centro de la Universidad de los Fiordos del oeste.
En Ísafjörður está la única universidad de los Fiordos del oeste, Menntaskólinn á Ísafirði. Los estudiantes son de 16 a 20 años de edad, como es tradicional en las universidades de Islandia.

## Industria
Ísafjörður que una vez fue la zona más importante para la pesca del camarón de Islandia, todavía mantiene un papel relevante en la economía de la ciudad.

## Cultura
La ciudad alberga variados y ampliamente populares eventos, en los reinos de la cultura y la recreación al aire libre. Estos eventos incluyen, pero no se limitan a:
- La Semana Festiva de esquí
- "Aldrei fór ég suður"; festival de música
- Maratón de esquí Fossavatn
- Við Djúpið; festival de música
- Campeonatos Europeos de Swampsoccer
- Actuó solo; un festival de teatro dedicado al arte de actuar por sí solo, monodrama, celebrada en agosto de cada año
- Westfjords; Museo del Patrimonio

## Personajes reconocidos
- Ólafur Ragnar Grímsson, Presidente de Islandia
- Agnes M. Sigurðardóttir - Obispo de Islandia
- Mugison - Músico
- Reykjavik! - Banda de rock